# Ратнагірі
Ратнагірі (англ. Ratnagiri) — місто в індійському штаті Махараштра, адміністративний центр однойменного округу у дивізіоні Конкан.

## Географія
Місто розташоване у західній частині штату, лежить на березі Аравійського моря.

### Клімат
Місто знаходиться у зоні, котра характеризується мусонним кліматом. Найтепліший місяць — травень із середньою температурою 29.4 °C (85 °F). Найхолодніший місяць — січень, із середньою температурою 25 °С (77 °F).
| Клімат Ратнагірі        | Клімат Ратнагірі | Клімат Ратнагірі | Клімат Ратнагірі | Клімат Ратнагірі | Клімат Ратнагірі | Клімат Ратнагірі | Клімат Ратнагірі | Клімат Ратнагірі | Клімат Ратнагірі | Клімат Ратнагірі | Клімат Ратнагірі | Клімат Ратнагірі | Клімат Ратнагірі |
| Показник                | Січ.             | Лют.             | Бер.             | Квіт.            | Трав.            | Черв.            | Лип.             | Серп.            | Вер.             | Жовт.            | Лист.            | Груд.            | Рік              |
| Абсолютний максимум, °C | 37               | 37               | 39               | 41               | 41               | 40               | 38               | 37               | 38               | 41               | 38               | 37               | 41               |
| Середній максимум, °C   | 29               | 29               | 30               | 31               | 31               | 29               | 27               | 27               | 28               | 31               | 31               | 30               | 30               |
| Середня температура, °C | 25               | 25               | 26               | 28               | 29               | 27               | 26               | 26               | 26               | 27               | 27               | 26               | 27               |
| Середній мінімум, °C    | 20               | 21               | 23               | 25               | 27               | 25               | 25               | 25               | 24               | 24               | 23               | 21               | 23               |
| Абсолютний мінімум, °C  | 12               | 10               | 12               | 20               | 20               | 20               | 22               | 22               | 21               | 18               | 15               | 13               | 10               |
| Норма опадів, мм        | 0.1              | 0.1              | 0.1              | 3.7              | 21.9             | 238              | 271.7            | 176.7            | 102.6            | 46.2             | 12.5             | 3.1              | 876.6            |
| Днів з опадами          | 1                | 0                | 1                | 1                | 4                | 22               | 26               | 26               | 18               | 7                | 4                | 1                | 111              |
| Днів з дощем            | 1                | 0                | 1                | 1                | 4                | 22               | 26               | 26               | 18               | 7                | 4                | 1                | 111              |
| ----------------------- | ---------------- | ---------------- | ---------------- | ---------------- | ---------------- | ---------------- | ---------------- | ---------------- | ---------------- | ---------------- | ---------------- | ---------------- | ---------------- |
| Джерело: Weatherbase    |                  |                  |                  |                  |                  |                  |                  |                  |                  |                  |                  |                  |                  |